# Tonetta Brook
Tonetta Brook – rzeka w Stanach Zjednoczonych, w stanie Nowy Jork, w hrabstwie Putnam. Swój początek rzeka bierze w jeziorze Tonetta Lake, jest dopływem East Branch Croton River. Zarówno długość cieku, jak i powierzchnia zlewni nie zostały oszacowane przez USGS.